# Camille Cottin (Schauspielerin)

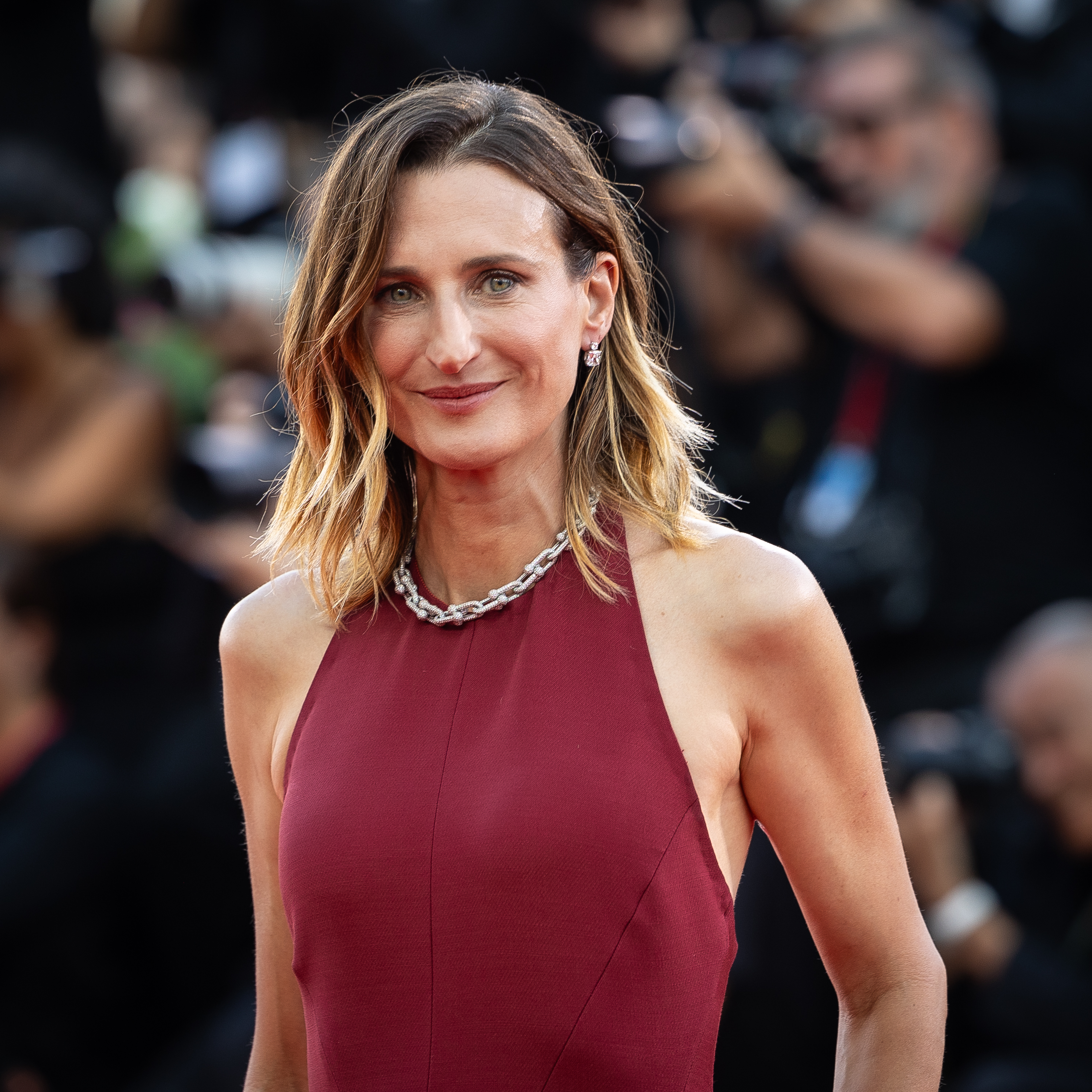
Camille Cottin (2024)

Camille Cottin (* 1. Dezember 1978 in Paris) ist eine französische Filmschauspielerin und Komikerin.

## Leben
Camille Cottin wurde als Tochter des Künstlers Gilles Cottin (* 1946; † 2022) in Paris geboren. Ihre Patentante ist Schauspielerin Loubna Abidar. Ab ihrem zwölften Lebensjahr wohnte Cottin bei ihrer Mutter und ihrem Stiefvater in England, wo beide ein Theatercafé besaßen. Sie besuchte das Lycée Français Charles de Gaulle in London und kehrte nach Ende der Schulzeit nach Frankreich zurück, wo sie Englisch studierte. Dieses Studium schloss sie mit einem Master ab und arbeitete anschließend als Gymnasiallehrerin. Sie belegte Kurse an der Schauspielschule (École de théâtre et d’art dramatique Jean Périmony) und spielte kleinere Rollen in Filmen und Fernsehserien. Im Jahr 2009 wurde sie Mitglied der Theatergruppe um Pierre Palmade.
Einem breiteren Publikum wurde sie durch ihre Rolle in der Serie Connasse bekannt, die 2013 auf Canal+ ausgestrahlt wurde. Die gleiche Rolle übernahm sie in der 2015 veröffentlichten Komödie Harry Me! The Royal Bitch of Buckingham, die auf der Sketchserie beruht. Dafür wurde sie bei der Verleihung des nationalen Filmpreises César 2016 mit einer Nominierung als beste Nachwuchsdarstellerin bedacht.
Cottin lebt seit 2005 mit einem Architekten zusammen und hat mit ihm zwei Kinder.

## Filmografie (Auswahl)
- 2001: Yamakasi – Die Samurai der Moderne (Yamakasi – Les samouraïs des temps modernes)
- 2012: Il était une fois, une fois
- 2013: Connasse (Fernseh-Mehrteiler)
- 2013: Ma meuf (Fernsehserie, 13 Folgen)
- 2014: Les gazelles
- 2015: Toute première fois
- 2015: Les gorilles
- 2015: Harry Me! The Royal Bitch of Buckingham (Connasse, princesse des cœurs)
- 2015: Nos futurs
- 2015–2020: Call My Agent! (Fernsehserie, 24 Folgen)
- 2016: Cigarettes et chocolat chaud
- 2016: Allied – Vertraute Fremde (Allied)
- 2016: Iris
- 2017: Wie die Mutter, so die Tochter (Telle mère, telle fille)
- 2018: Abserviert – Strand, Spaß und Sonne! (Larguées)
- 2018: Das Familienfoto (Photo de famille)
- 2018: Premières vacances
- 2018: Les fauves
- 2019: Der geheime Roman des Monsieur Pick (Le mystère Henri Pick)
- 2019: Zimmer 212 – In einer magischen Nacht (Chambre 212)
- 2019: Einsam Zweisam (Deux moi)
- 2019: Les éblouis
- 2019: Mouche (Fernsehserie, sechs Folgen)
- 2020: Das große Abenteuer des kleinen Vampir (Petit vampire, Sprechrolle)
- 2020–2022: Killing Eve (Fernsehserie, 9 Folgen)
- 2021: Bedrängt, bedroht, belästigt – 24 Frauen, 24 Geschichten (H24, Fernsehserie, Folge 1x17)
- 2021: Coeurs vaillants
- 2021: Mon légionnaire
- 2021: Stillwater – Gegen jeden Verdacht (Stillwater)
- 2021: House of Gucci
- 2023: Golda – Israels Eiserne Lady (Golda)
- 2023: So sind wir, so ist das Leben (Toni, en famille)
- 2023: A Haunting in Venice
- 2024: Das Imperium (L’Empire)

## Auszeichnungen
- 2016: Prix Suzanne Bianchetti
- 2016: César-Nominierung, Beste Nachwuchsdarstellerin, für Harry Me! The Royal Bitch of Buckingham
- 2019: Globe de cristal, Beste Schauspielerin – Fernsehfilm oder -serie, für Call My Agent!
- 2019: Nominierung Globes de Cristal, Beste Schauspielerin – Komödie, für Abserviert
- 2020: Nominierung Globes de Cristal, Beste Schauspielerin – Komödie, für Der geheime Roman des Monsieur Pick